# Dichochrysa alliumolens
Dichochrysa alliumolens är en insektsart som beskrevs av Hölzel et al. 1997. Dichochrysa alliumolens ingår i släktet Dichochrysa och familjen guldögonsländor. Inga underarter finns listade i Catalogue of Life.